# Drac Blanc

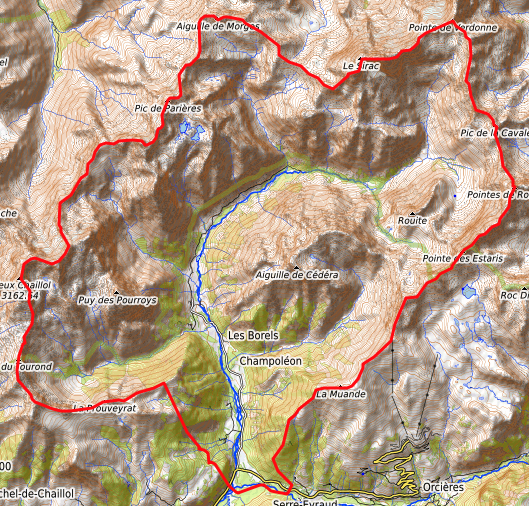
Carte OSM de Champoléon, Hautes-Alpes.

Le Drac Blanc (ou Drac de Champoléon) est un affluent de rive droite du Drac.

## Géographie
Le Drac Blanc prend sa source à 2640 m d'altitude sur le versant ouest de la Pointe de Rougnoux.
Il forme le Drac lors sa confluence avec le Drac Noir.
Le Drac Blanc traverse la seule commune de Champoléon.